# Filip Evangelista
Filip Evangelista o l'Evangelista (en llatí Philippus, en grec Φίλιππος) va ser un escriptor probablement grec o hel·lènic del segle i o II autor d'un evangeli considerat apòcrif, citat per Epifani i referenciat per algunes sectes gnòstiques com a obra de l'apòstol Felip o del diaca Filip, i més probablement d'aquest segon que és anomenat al Nou Testament com a "evangelista".
Lleonci de Constantinoble qualifica aquest evangeli (Τὸ κατὰ Φίλιππον Εὐαγγέλιον, Evangelium secundnum Philippum) d'apòcrif i diu que estava en ús entre els maniqueus. No se sap del cert si aquest evangeli era l'Evangeli de Felip usat pels gnòstics.